# 岡崎久次郎
岡崎 久次郎（おかざき きゅうじろう、1874年1月14日 - 1942年3月20日）は、日本の実業家、政治家。自転車輸入商、相模鉄道社長。衆議院議員（通算6期）。

## 経歴
神奈川県横浜市相生町で、米屋・岡崎安之助の長男として生まれる。10歳で家出し上京、漢学塾の書生となり、1889年に高等商業学校（現一橋大学）に入学、同期に佐野善作（経済学者）、石井健吾（元第一銀行頭取）などがいた。1895年に卒業後三井物産に入り、取引先のアメリカ人に同行して渡米、一年余欧米を視察し、帰国の船中で徳富蘇峰と知り合う。三井に戻り結婚ののち、独立し京橋に日米商店（のち日米富士自転車）を開く。1898年よりたびたび海外へ視察に向かい、主要メーカーと特約を結び、大阪にも支店を持つなど成功する。輸入自転車が当たって銀座に自社ビルを建設。相模鉄道初代社長。日本製糖、帝国火災保険の監査役なども兼任。
1912年の第11回衆議院議員総選挙に岐阜県から無所属で立候補して当選する。第一次大戦勃発で自転車輸入が止まったため、大日本自転車を設立して自転車製造に乗り出す。1915年の第12回衆議院議員総選挙では立憲同志会公認で立候補して当選。1918年には製鉄所長官押川則吉が自殺した製鉄所鋼片払い下げ問題の当事者となった。本業の自転車販売は好調で海外に輸出するまでになり、1922年には白金今里町（現・白金台）に大邸宅、茅ケ崎にテニスコート付きの2万坪の別荘を建てた。一旦政界から引退し、時をおいて1928年の第16回衆議院議員総選挙で神奈川3区（当時）から立憲民政党公認で立候補して当選し政界に復帰、以降4期務めた。
1940年2月、衆議院本会議で斎藤隆夫が「支那事変処理を中心とした質問演説」（いわゆる反軍演説）をした際に所属していた民政党が斎藤の議員除名に賛成する方針を取ったのに対し岡崎はこれに反対し離党して、決議では反対票を投じた。この時除名反対票を投じたのは岡崎を含めて7名であり、そのうち斎藤の所属政党である民政党に所属していたことがある議員は岡崎以外では1930年に行われた第17回衆議院議員総選挙に民政党公認で立候補して初当選した北浦圭太郎のみであった。なお北浦は1939年に行われた衆議院議員選挙の再選挙に無所属で立候補して2度目の当選を果たす前に民政党を離党しており、反軍演説のときは院内会派の第一議員倶楽部に所属していた。
後に同交会に入り、1942年に死去した。晩年には財団法人「光之村」を設立し、長男とともに慈善活動に転じた。墓所は青山霊園(1イ6-9)。

## 家族・親族
- 父・岡崎安之助 - 茅ケ崎出身の米屋
- 弟 ・岡崎勝男 - 外務大臣
- 妻・ふさ（房子、1876年生） - 横浜の貿易商・守安瀧三郎の長女。フェリス女学院出身。妹の夫に帝都座社長・高橋是福（高橋是清二男）、弟の子に守安祥太郎がいる。
- 長男・俊郎 - 社会事業家。府立一中から熊本の五高に進学したが、結核となり中退、療養のために雇った年上の看護婦とハワイに駆け落ちし洗濯屋を開業したが、親から結婚の許しが出て帰国、一燈園主宰の西田天香に共感して全国を托鉢行脚し、久次郎と徳富蘇峰の支援で窮民救済の「光の村」を運営した[8]。父親が設立した大日本機械工業や岡崎家の不動産管理会社の代表なども務め、1974年に没した[9]。久米正雄は俊郎らをモデルに小説『光の漣』を執筆した[10]。
- 次男・博(1903年生) - 弟の進とともに賭け事に手を出し、父の遺した邸宅その他を手放した[11]。
- 三男・進(1904年生)
- 長女・桂子(1905年生) - 双葉高等女学校出身。叔父・勝男の帝大の学友だった山口鉄彦（山口半六、山口鋭之助の甥、山口多聞の弟）と結婚、鉄彦は久次郎の会社の幹部となったが、1929年に31歳で服毒自殺した[8]。妻の男遊びに悩んだとも言われ、夫の没後に桂子の愛人となった男も青酸カリで自殺未遂した。子に美智子・美緒子の双子、長男・義昭。娘たちは桂子の妹として岡崎家で育てられ、長男は山口家を経て多賀家の養子となり、一橋大学卒業後、姉美智子の米国人夫が経営する貿易会社に勤めた。美智子の娘にアイリーン・美緒子・スミスがいる[8]。
- 四男・鐵冶(1917年生) -　母は正妻とは別の女性だったが、生まれたときから岡崎家に引き取られ、他の兄弟と分け隔てなく育てられた[12]。戸籍上は実子、慶応義塾大学卒　元日米富士自転車取締役[要出典]

## 光之村
「無所有奉仕」を唱えていた長男・俊郎の活動を支援するため、私財を投じ、農業青年の育成等を目的とした慈善団体「光之村」を設立し、1934年に財団法人として認可された。自邸のあった東京都芝区を本部に、理事長に俊郎、理事に俊郎の子供らが就いた。1941年には久次郎が両親に贈った茅ケ崎の邸宅に本部を移した。静岡県伊東市の農地と株式を基本財産とし、戦前は株の配当金を事業資金として活動していたが、戦後は農地の大部分を農地改革等により失い、株の価値も下落したことなどから、活動できなくなった。1950年代後半に再建計画を立て、農業の近代化をめざしたモデル農場（蜜柑園と養鶏）を作り、1960年ころから活動を開始したが、財団が農地を所有することは農地法上問題があったため、1964年に「農業生産法人有限会社光南農場」を設立した。また、財源確保と、低廉な賃料で住宅を提供する目的で貸家業も始めた。農業事業は光南農場が引き継ぎ、光之村は教育映画、茶道教室、華道教室、宗教事業等を行った。2000年以降は福祉支援活動と不動産賃貸業を行なっている。

## 著書
- 『矢でも鉄砲でも』岡倉書房、1940年。